# Gare de Mantes-la-Jolie
Gare de Mantes-la-Jolie vasútállomás Franciaországban, Mantes-la-Jolie településen.

## Vasútvonalak
Az állomást az alábbi vasútvonalak érintik:
- Párizs–Le Havre-vasútvonal
- Mantes-la-Jolie–Cherbourg-vasútvonal

## Kapcsolódó állomások
A vasútállomáshoz az alábbi állomások vannak a legközelebb:
- Gare de Rosny-sur-Seine (Gare de Vernon, Transilien J vonal)
- Gare de Bréval (Gare d’Évreux-Normandie, Mantes-la-Jolie–Cherbourg-vasútvonal)
- Gare de Mantes-Station (Paris Gare Saint-Lazare, Transilien J vonal)
- Gare d’Épône - Mézières (Paris Gare Montparnasse, Transilien N)
- Paris Gare Saint-Lazare